# Lorevilko
 (juillet 2014).
Lorevilko est un village dans le nord de l'île d'Espiritu Santo appartenant à la province de Sanma au Vanuatu.

## Toponymie
Le nom vient de la langue Est Santo et signifie « kava sauvage . " La terre est la terre ancestrale du dernier chef Hinge. Ses cinq fils ont établi des villages dans les environs, qui se situent entre Sara et Hog Harbour.

## Histoire
La ville a connu une croissance énorme ces dernières années en raison du chef Silas Hinge, fils de Hinge . Le chef Silas a encouragé la colonisation des terres par les insulaires de Banks, en particulier de l'île de Mota . Les nouveaux arrivants en provenance des îles Banks et les indigènes de l'Est Santo vivent en harmonie, travaillant ensemble pour le bien de la communauté.
Depuis la conversion au christianisme, la plupart des habitants de Lorevilko sont catholiques, et il y a une église catholique dans le village . Dans la dernière décennie, cependant, l'Église anglicane de Mélanésie a connu une croissance phénoménale. Les Anglicans ont créé une école primaire et secondaire.

## Géographie
Le village est dans un endroit relativement sec avec peu de paludisme. En 2005, la Haute Commission britannique a fait don de plusieurs réservoirs d'eau pour aider les villageois ont assez d'eau à boire[réf. souhaitée].

## Culture, politique et religion
Les gens des régions environnantes viennent souvent à Lorevilko pour profiter de la beauté de ses maisons en bambou, la vibrance de ses danses personnalisées, la richesse de ses cultures mêlées.
Lorevilko est aussi un lieu de rassemblement important pour les électeurs lors des élections nationales et provinciales, et le site des ordinations anglicanes (c'est là qu'a eu lieu la cérémonie pour le seul Américain à être ordonné prêtre en Vanuatu).
Il y a aussi un foyer de la Fraternité mélanésienne dans le village.